# آلشونمدی
آلشونِمِدی (به مجاری:  Alsónémedi) یک سکونتگاه مسکونی در مجارستان است که در شهرستان پشت واقع شده‌است.